# 孤独の賭け
『孤独の賭け』（こどくのかけ）は、五味川純平の長編小説。1961年、三一書房の三一新書から第1部から第3部まで三部作として刊行。その後、1972～1973年、角川文庫、2007年、幻冬舎文庫から刊行されている。また、同小説を原作とした映画、テレビドラマのタイトル。

## 書籍紹介
しばらく絶版となっていたが、ドラマ化にあわせて2007年3月、幻冬舎文庫より復刊された。
- 孤独の賭け 上 ISBN 4344409256
- 孤独の賭け 中 ISBN 4344409264
- 孤独の賭け 下 ISBN 4344409272

## あらすじ
舞台は戦後急速に発展を遂げていく1960年代初頭の東京で、政財界を舞台に繰り広げられる愛憎劇。
洋裁店で縫い子として働く乾百子は、女2人の狭い部屋に棲み、貧しい生活を送っていた。また、店はオーナーのパトロンの事業が失敗し、200万円の負債を抱え、売りに出されようとしている。ある日、同居している女が男を連れ込むため、百子は部屋を出て、あてもなく盛り場をうろついていると、外車に轢かれそうになり、その車に乗っていた男に声をかけられる。男はこの界隈で何軒ものキャバレーやナイトクラブを経営している千種梯二郎で、この場に不釣り合いな格好をし、自分に食って掛かってきた百子に興味を持ち、自分が経営する店へ百子を案内する。そして百子もまた千種に興味を持ち始め、大胆な提案を持ちかける。それは自分の体を担保にして、千種に洋裁店の負債である200万円（1960年当時のレート）の投資を募ることであった。百子の兄の友人であった蒔田の猛反対を押し切って、2人は「賭け」に乗り出すのだが、自らの野望、周りの思惑に翻弄され、運命は狂いだしていく。

## 主な登場人物
乾百子（いぬい ももこ）
洋裁店「ボヌール」（2007年度版では「フェリーネ」）で働く縫子。年齢は22～23歳くらい。女2人の部屋に住み込み、劣悪な環境の中、貧しい生活を送っている。千種の賭けで、経営が傾いている「ボヌール」を買収することと、母と兄を死に追いやった叔父を破産させ、路頭に迷わせることを企む。行動力があり、生意気な口をきいてくる。
戦時中、外地で生まれ、日本に戻ってきたときには実父の土地を叔父にとられる。実父の死後、叔父夫婦が自分の土地であることをいいことに冷遇し、芽が伸びたジャガイモを与えられたり、電気の元を切られたりされていた。百子の家族は耐えかねて家を飛び出し、兄は電気もまともに使えない環境の中、受験のために勉強をしたが、二度とも失敗し、自殺。兄の大学合格を夢見ていた母も自殺のショックから栄養失調と過労により亡くなる。自らは一旦家に戻るが、高校卒業後に叔父と喧嘩をし家を飛び出した。その後はパチンコ店での仕事や、女中として働き、男達と関係を持つなどしながら、叔父家族への復讐を誓っていく。
千種梯二郎（ちぐさ ていじろう）
青年実業家。30を少し超えたくらいの年齢。水商売で立身出世を遂げたやり手で、多くのキャバレーやナイトクラブを経営している自称「キャバレーのおやじ」。外国からの観光客に目をつけ、都心に巨大な娯楽施設、果ては歓楽境を作ることを目論んでいる。しかし、周りには千種の存在を快く思わない人間も多い。
幼少時代には食べるものも食べられず、どぶ川で掬って取れた小海老を1日の食糧にしていたことがあった。飴ひとつ買うにしても、店の子供につまみ出されたりといったいじめを受け、そのことがトラウマになっている。
妻とはすれ違う生活を送っており、さまざまな女性と関係を持っている。また、ビジネスを行う上での借金も多く、「好きなものは借金と新しい女」と揶揄されている。
蒔田二郎（まきた じろう）
百子の自殺した兄の友人。百子に求婚を申し込んだこともあるがふられている。かつて労働運動の結果、赤狩りにあい、勤めていた会社を追放され、現在は中小企業で地道に働いている。千種には嫉妬している。百子のことをよく知っており、「賭け」に出る百子をたしなめる。2007年度版では設定が変わり、ロシア語の教師になっている。
中川京子（なかがわ きょうこ）
千種の秘書。千種のために尽くそうとしている有能な女性。その裏では、父親が失業しているため、家庭の収入が自らの給料のみという苦しい生活を支えている。
大垣 田鶴子（おおがき たづこ）
一流企業社長（2007年度版では与党の副総裁）・大垣信吾夫人。自分の立場を利用してビジネスにも貪欲。外遊先で出会ったことがきっかけで、千種に財界の大物・赤松新平との橋渡しをするなど恩を売る代わりに様々な見返りを要求する。主人のことを「パパ」と呼んでいる。百子が女中をしていた家の婦人と知り合いで、百子の悪い噂を聞いている（実際は事実を歪曲している）。そのため、千種には百子と関係を持たないよう警告している。
千種寿都子（ちぐさ すずこ）
千種梯二郎の妻。梯二郎が経営していたバーの近くのパチンコ店の娘で、店を手伝っていたことが出会いのきっかけ。しかし、現在は二人に愛情はもはやなく、彼女もまた、多くの男と関係を持っている。大垣田鶴子と手を組む一方で、顔を立てるために見返りを送っている。
倉沢時枝（くらさわ ときえ）
バー「アロハ」（2007年度版では「レギャン」）のマダム。店の買収を機に千種と愛人関係になる。
乾美香（いぬい・みか）
百子の叔父の子供。父の死後、家を飛び出し、百子のいる「ボヌール」に押しかける。百子に似た性格の持ち主。しかし、無鉄砲で傍若無人な行動が新たな問題を起こすことになる。
信子（のぶこ）
百子と同じ洋裁店「ボヌール」で働く縫子で、同部屋に住んでいた。とても気の弱い女性で、「ボヌール」を買収後も百子についていく。しかし、プライベートでは男と付き合い、暴力をふるわれる。また、美香の登場で、彼女の運命も狂っていく。2007年度版では森という姓になっている。
東野（とうの）
学歴はないが、日本でも屈指の高利貸で、「カネの番人」と呼ばれている。自分の娘を有力政治家の息子と結婚させ、政治を牛耳ろうとしている。「カネはカネしか生まない」という言葉をモットーとし、多くの金を即座に調達できる一方で、金を返せない場合は、土地までも取り上げて利益をあげる代物弁済を行い、金策に困った人間を平然と落とし込む性分。人間の価値を持っている土地で判断している。千種にも多くの金を貸しているが、貧しい身分から成り上がったとあって評価は低い。2007年度版での名前は順造（じゅんぞう）。
氷室（ひむろ）
高利貸・東野が信頼する番頭。株を動かす力も持っている。自らを売り込むため、東野の次女・隆子との結婚を考えていたものの、土地を持っていないことと再婚にあたることから頭ごなしに否定される。しかし、土地の売却のことで百子と出会い、百子に興味を示すようになる。2007年度版での名前は健二（けんじ）。
北沢（きたざわ）
建築家。千種の紹介で百子に会う。「新世紀」ビルや「ボヌール」の設計にあたる。
布井（ぬのい）
有力政治家・海江田の息子（東野の長女の夫）が仕切っている証券会社に勤めている。北沢の知り合い。株・政治の動きに精通しており、百子に株の手ほどきを伝授する。
柏田（かしわだ）
バー「ボヌール」（旧「アロハ」。後に「モモ」に改名）のバーテンダー。千種の紹介で百子に出会う。実直な男性。
高木（たかぎ）
千種の部下。慇懃な性格で、千種に忠誠を尽くしている。才覚は千種、氷室に劣るが、東野からは持っている土地を評価され、次女の隆子との結婚話があがっている。これを機に、自らも結婚のために計算をするようになるのだが。2007年度版での名前は俊彦（としひこ）。
サムエル・ミヤタ
日系2世の事業家（2007年度版ではアーティスト）。千種のビジネスに興味を持ち来日。しかし、実際は外遊三昧の生活をしているプレイボーイ。寿都子とも関係を持っている。
赤松新平（あかまつ・しんぺい）
東日コンツェルン（東日産業）の総元締。千種と手を組み、巨大な娯楽施設を建設するための投資をする。
東野隆子（とうの たかこ）
東野の娘。ナイトクラブを経営している。百子よりは5つほど年上で30近い模様。高木や氷室との結婚話が持ち上がるが、本人はいたって冷めている。特に高木の慇懃な性格は、短所であると批判している。2007年度版では百子より年下になっている。

## 映画
1965年3月10日、東映配給で公開された。

### キャスト
- 乾百子：佐久間良子
- 千種梯二郎：天知茂
- 中川京子：小林千登勢
- 乾美香：大原麗子
- 北沢宏：菅原謙二
- 大垣田鶴子：木暮実千代
- 千種寿都子：野中マリ
- 氷室健吉：春日章良
- 東野順造：内田朝雄
- 赤松新平：上田吉二郎
- 森信子：岩崎加根子
- 高木俊彦：梅宮辰夫
- 東野隆子：宮園純子
- 布井：山浦栄
- 市田：岡崎二朗

### スタッフ
- 監督：村山新治
- 脚本：長谷川公之
- 撮影：坪井誠
- 音楽：飯田三郎
- 美術：進藤誠吾

## テレビドラマ

### 1963年版
NETテレビ系列で1963年10月4日から1964年3月27日まで、毎週金曜22:00から全26回放送された。東映制作のモノクロ作品。
東映チャンネル20周年特別企画の一環として、唯一ポジフィルムの保存が確認されている第1話が2018年11月に放映された。
本作品の全26話が収録されたDVD、ブルーレイの発売はされていない。

#### キャスト
- 千種梯二郎：天知茂
- 乾百子：小川真由美
- 乾美香：野川由美子
- 蒔田二郎：高城丈二
- 千種寿都子：星美智子
- 大垣田鶴子：三条美紀
- 信子：八木昌子
- 洋裁店「ボヌール」のマスター：十朱久雄
- 洋裁店「ボヌール」のマダム：関弘子
- ：宮園純子
- ：太宰久雄
- ：夏今日子
- 氷室：渡辺文雄
- ：林冲
- ：矢吹寿子
- 倉沢時枝：高倉みゆき
- ：花岡菊子
- ：武内文平
- ボヌールの店員：佐久間しのぶ
- ：小瀬格
- ：杉裕之
- ：武智豊子
- ：片山滉
- クラブの歌手：中原美紗緒

#### スタッフ
- 企画：片岡政義
- 監督：渡邊祐介、鈴木敏郎、伊賀山正光
- 脚本：今村文人
- 音楽：伊部晴美
- ナレーション：芥川隆行

| NET系 金曜22時枠                                       | NET系 金曜22時枠        | NET系 金曜22時枠                                         |
| 前番組                                                 | 番組名                  | 次番組                                                   |
| ------------------------------------------------------ | ----------------------- | -------------------------------------------------------- |
| 追跡者 ※22:00 - 22:30ローレス・イヤーズ ※22:30 - 23:00 | 孤独の賭け （1963年版） | 第三の男（再） ※22:00 - 22:30吉田茂回顧録 ※22:30 - 23:00 |

### 1978年版
東京12チャンネル系列で1978年11月20日から1979年1月15日まで、毎週月曜21:00の『愛のドラマシリーズ』で全9回放送された（1979年1月1日放送の第7回のみ23:00スタート）。制作は東映。

#### キャスト
- 千種梯二郎：天知茂
- 乾百子：五十嵐めぐみ
- 乾美香：浅野温子
- 中川京子：園まり
- 千種寿都子：白石奈緒美
- 東野：伊藤雄之助
- 大垣田鶴子：三条美紀
- 倉沢時枝：田中真理
- 氷室：北町嘉朗
- 信子：京春上
- 蒔田二郎：堀之紀
- 高木：菊地太
- 山崎：氏家修
- サムエル・ミヤタ：佐々木功
- 布井：宮口二郎
- ：原知佐子
- ：にしきのあきら
- ナレーション：早野寿郎

#### スタッフ
- 脚本：鴨井達比古、猪又憲吾
- 音楽：菊池俊輔

#### サブタイトル
1. 「肉体の担保は5000万円也」（1978年11月20日）
2. 「犯される」（1978年11月27日）
3. 「欲望の夜明け」（1978年12月4日）
4. 「貞操の代償」（1978年12月11日）
5. 「女の昼と夜」（1978年12月18日）
6. 「私は自由な女…」（1978年12月25日）
7. 「裸身のファッションショー」（1979年1月1日）
8. 「私を脱がせて…」（1979年1月8日）
9. 「愛と野望の果て」（1979年1月15日）

| 東京12チャンネル 愛のドラマシリーズ | 東京12チャンネル 愛のドラマシリーズ | 東京12チャンネル 愛のドラマシリーズ |
| 前番組                              | 番組名                              | 次番組                              |
| ----------------------------------- | ----------------------------------- | ----------------------------------- |
| あなたの光でいたい                  | 孤独の賭け                          | 泣かないで母さん                    |

### 2007年版
『孤独の賭け〜愛しき人よ〜』のタイトルでTBS系列で2007年4月から放送開始。なお、本作の舞台は2007年に変更された。